# Christoph Murnau
Christoph Murnau ist der Funkrufname eines an der Unfallklinik Murnau stationierten Rettungs- und Intensivtransporthubschraubers (sog. „Dual-Use“-Hubschrauber) des ADAC, der sowohl für Primäreinsätze als auch für Sekundäreinsätze (Verlegungen) eingesetzt wird.

## Geschichte
Das Luftrettungszentrum (LRZ) startete am 20. Oktober 1994 mit der Firma HSM (Heliservice, Egelsbach) mit einer Bell 222 einen 24-Stunden-Flugdienst für Intensivtransporte an der Unfallklinik Murnau. Der Hubschrauber flog unter der Funkkennung „Rettung Frankfurt 89/1“; später erfolgte eine Umbenennung in „Rettung Murnau 89/1“. Ab 1998 wurde in Zusammenarbeit mit dem ADAC eine MBB/Kawasaki BK 117 als Rettungs- und Intensivtransporthubschrauber durch die HSM eingesetzt. Ein Jahr später übernahm der ADAC das LRZ gänzlich. Die Einsatzzeiten änderten sich auf 7 Uhr bis zum Sonnenuntergang. Der Funkrufname lautete seitdem „ITH Murnau“.
Im Dezember 2000 war der seit der Inbetriebnahme eingesetzte provisorische Zelthangar durch einen Neuen ersetzt, im November 2003 erhielt der Hubschrauber auch einen neuen Landeplatz. Im Mai 2002 wurde eine offizielle Namensänderung vorgenommen. Der ITH Murnau hieß nun Christoph Murnau.
Im März 2014 wurde die bis dato eingesetzte BK-117 C1 durch eine Airbus Helicopters H145 mit Rettungswinde ersetzt. Neben höheren Leistungsreserven sticht vor allem die doppelt so schnell ab- und einlaufende Rettungswinde hervor.

## Rettungszentrum
Das Luftrettungszentrum (LRZ) befindet sich an der Berufsgenossenschaftlichen Unfallklinik Murnau, die auch die komplette medizinische Besatzung stellt. Im Jahr 2014 wurden 1298 Einsätze geflogen. Mit seiner seit 2008 installierten Rettungswinde wird der Hubschrauber auch für Bergrettungen eingesetzt. Im Jahr 2019 wurden 178 Windeneinsätze absolviert.

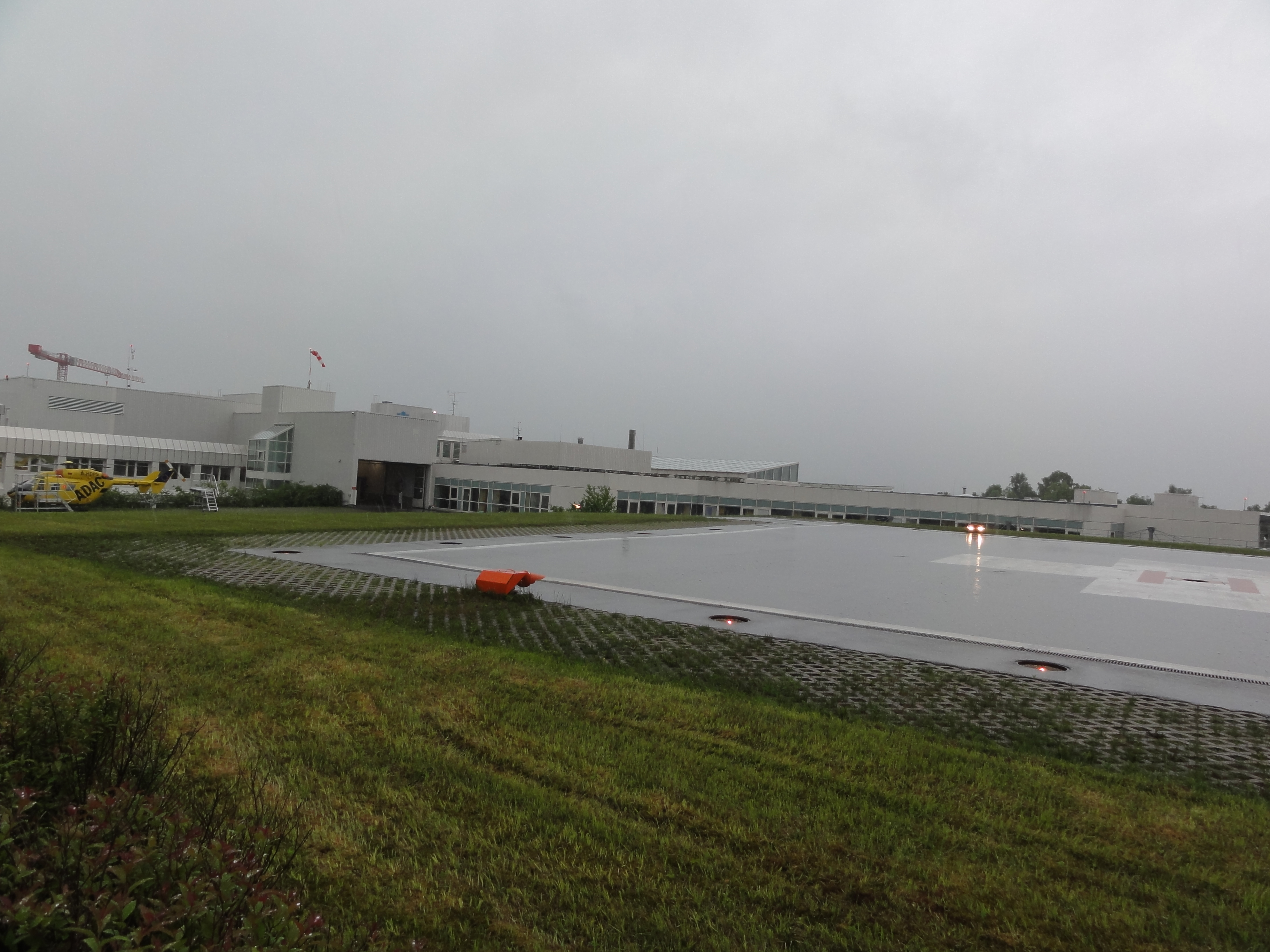
Rettungszentrum mit BK 117 / Christoph Murnau im Hintergrund
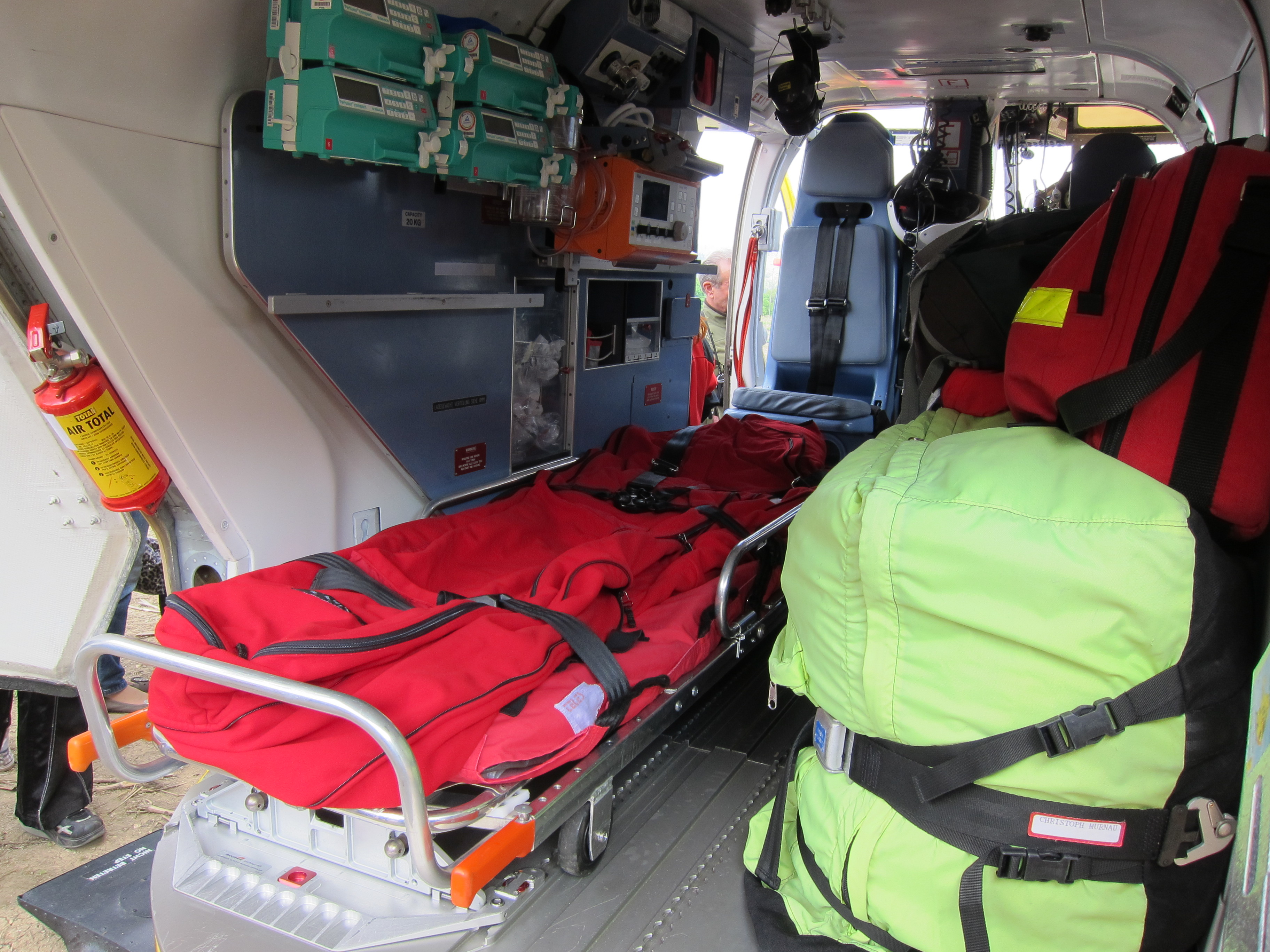
Blick in den Innenraum von Christoph Murnau